# Индулгенция
Индулгенция – (на латински: indulgentio „снизхождение“, преносно „милост“) – в римокатолическото учение – пълно или частично освобождаване от църковните наказания, наложени за извършването на даден грях. Допълнително значение – документът, който удостоверява предоставянето на индулгенция (на гръцки: συγχωροχάρτια, синхорохартия, „опростителна грамота“)

## Същност на индулгенцията
Според древната традиция на Църквата за признатите при тайнството покаяние грехове в зависимост от тяхната тежест се налагат определени наказания, т.нар. епитимии. Римокатолицизмът е въвел практиката тези наказания да бъдат напълно или частично отменени поради различни заслуги именно чрез индулгенциите. Широко разпространеното схващане, че чрез индулгенциите се опрощават греховете, макар в известен исторически период да е съществувало в самата католическа църква, е невярно. Всъщност индулгенцията заменя дадено наказание – например продължителни пости, с определени дела, морални, духовни или частично материални, които са в полза на Църквата и на вярващия с оглед на неговото спасение. Индулгенцията официално се санкционира от църковната власт на Римокатолическата църква.

## Видове индулгенции
Индулгенциите могат да бъдат пълни или частични – т.е. да отменят наложеното наказание напълно, или само да го смекчат (било като намалят степента на строгост, било като съкратят срока на наказанието). Според съвременното разбиране на римокатолическата църква, за получаването и на двата вида индулгенции е необходимо пълно разкаяние за греховете, духовно усърдие и извършване на добри дела.
В особено значение терминът се използва като „индулгенция за починалите“. Според римокатолическото учение, душите на починалите попадат в т. нар. „чистилище“. Молитвите на живите за тях могат да допринесат за намаляване на тяхното наказание в отвъдното, изобщо целият духовен и нравствен труд може да бъде принесен в тяхна полза. Молитвите могат да бъдат отправяни както частно, така и общо, при т. нар. заупокойни литургии (меси), наричани реквием.

## История
Терминът индулгенция се появява за първи път през 11 век при папа Александър II. За да насърчи участието в Кръстоносните походи Клермонският събор (1095 – 1096) обявява на участниците в тях, както и на лицата, подпомагащи по различен начин осъществяването им, пълни или частични индулгенции.
С течение на времето тази практика се разпространява, развива, но и търпи редица извращения. Наказанията, които трябва да бъдат наложени за извършени тежки грехове, се заменят с леки – като изслушване на проповед, посещаване на храма в определен ден и т.н. Появява се и порочният принцип да бъдат раздавани индулгенции за бъдещи грехове. Лекомисленото отношение към индулгенцията, в т.ч. търговията с тях принуждават папа Инокентий III през 1215 година, да ограничи епископите в правото им да издават индулгенции. При някои от неговите наследници обаче, тъкмо папската институция започва да злоупотребява с тях. Така например „Нюрнбергският сейм“ (1466) се предлагат индулгенции на лицата, отпуснали финансови средства за войната срещу Османската империя. През 1514 – 1516 година папа Лъв X под същия предлог продава индулгенции, но набраните средства са „пренасочени“ за строежа на катедралата „Свети Петър“ в Рим и за издръжката на папския двор.
Подобна практика е и сред основните причини за възникването на Реформацията и един от главните ѝ нравствени аргументи е насочен именно в тази посока. Знаменитите „Тезиси“, от Мартин Лутер върху вратата на катедралата във Вютенберг през 1517 година, сложили началото на Реформацията, възразяват именно не срещу индулгенциите сами по себе си, а срещу злоупотребата с тях.
През 1567 година папа Пий V забранява предоставянето на индулгенции срещу пари или каквото и да било, свързано с някаква форма на заплащане. Съвременният ред за даване на индулгенции се регламентира от специално ръководство, издадено от Ватикана през 1968 (след Втория ватикански събор) година и допълнено през 1999 г. През 2007 година папа Бенедикт XVI издаде пълна и частична индулгенция на всички, съпричастни към организирането на форумите, свързани със Световния ден на болния.

## Източноправославната църква
Православният Изток подлага на остра критика римокатолицизма във връзка с индулгенциите. Въпреки това източните църкви, особено в Русия и Йерусалим, възприемат през известен исторически период подобна порочна практика. Така през 60-те години на 17 век само в Москва, при патриарсите Гавриил и Макарий, са отпечатани около 3000 индулгенции – т. нар. „позволителни грамоти“, които според източници от това време „опрощават всички грехове, не споменавайки и дума за изповед и покаяние“. Много от практиките, възприети във връзка с въвеждането на индулгенцията, имат еквивалент в Източноправославната и някои Протестантски църкви. Този еквивалент обаче е частичен и припокрива само част от значението на „индулгенцията“ в римокатолицизма, както и обратно.